# Noxon-Kliff
Das Noxon-Kliff ist ein Felsenkliff mit ostwestlicher Ausrichtung im ostantarktischen Viktorialand. In der Asgard Range ragt es am südlichen Ende des Flint Ridge auf. An der Nordflanke des Commonwealth-Gletschers ragen zwischen 50 und 150 m der Gesamthöhe über das Niveau der umgebenden Eismassen.
Das Advisory Committee on Antarctic Names benannte es 1997 nach John Franklin Noxon III. (1928–1985), einem Pionier in der Erforschung stratosphärischer Gase, speziell des Stickstoffdioxids, mittels Spektroskopie im sichtbaren Wellenlängenbereich.